# 京都女子大学
京都女子大学（きょうとじょしだいがく、英語: Kyoto Women's University）は、京都府京都市東山区今熊野北日吉町35番地に本部を置く日本の私立大学。1899年創立、1949年大学設置。略称は京女（きょうじょ）、KWU。

## 沿革
- 1899年（明治32年）: 甲斐和里子が顕道女学院創立（学園の創始）。
- 1900年（明治33年）: 甲斐駒蔵・和里子夫妻が文中園創立（後に文中女学校に改称）。
- 1910年（明治43年）: 文中女学校と矢部善蔵経営の京都高等女学校を統合。大谷籌子・九条武子の尽力で高等女学校令による京都高等女学校となり、西本願寺仏教婦人会連合本部が運営（学園の創立年）。
- 1920年（大正9年）: 京都女子高等専門学校（京都女子大学の前身）開学。
- 1924年（大正13年）: 貞明皇后（大正天皇妃）が12月5日に行啓され、「あたたかに、そして香りゆかしき心の学校である。」のお言葉を賜る。
- 1930年（昭和5年）: 本派本願寺保姆養成所付設。
- 1944年（昭和19年）: 財団法人龍谷女子学園と改称。京都女子専門学校と改称。本派本願寺保姆養成所を京都保母養成所と改称。
- 1949年（昭和24年）: 新制京都女子大学となり、文学部（国文学科・英文学科・中国文史学科）、家政学部（食物学科・被服学科・児童学科）設置。京都保母養成所廃止。
- 1950年（昭和25年）: 文学部の中国文史学科を廃止し、東洋史学科を設置。
- 1951年（昭和26年）: 設置者を財団法人龍谷女子学園から学校法人京都女子学園に組織変更。京都女子専門学校を廃止。
- 1954年（昭和29年）: 文学部第二部（国文学科・英文学科）と家政学部第二部（食物学科・被服学科）を設置。京都女子大学附属幼稚園教員養成所を設置。
- 1956年（昭和31年）: 文学部に初等教育学科を増設。
- 1957年（昭和32年）: 京都女子大学附属幼稚園教員養成所を廃止。
- 1964年（昭和39年）: 文学部の初等教育学科を教育学科に改組し、初等教育学専攻と音楽教育学専攻を設置。
- 1966年（昭和41年）: 京都女子大学大学院文学研究科（国文学専攻・東洋史学専攻）、家政学研究科（児童学専攻）を設置。
- 1967年（昭和42年）: 大学文学部・家政学部の第二部を廃止。大学文学研究科に英文学専攻、家政学研究科に被服学専攻を増設。
- 1993年（平成5年）: 文学部の東洋史学科を史学科に、家政学部の被服学科を生活造形学科に改組。家政学部の食物学科を食物栄養学科に名称変更
- 1995年（平成7年）: 大学院文学研究科に教育学専攻修士課程を増設。
- 1997年（平成9年）: 大学院文学研究科に教育学専攻博士後期課程を増設。大学院文学研究科の東洋史学専攻を史学専攻に改組。
- 1999年（平成11年）: 大学院文学研究科に史学専攻博士後期課程を増設。
- 2000年（平成12年）: 現代社会学部（現代社会学科）を設置。
- 2001年（平成13年）: 大学院文学研究科に国文学専攻博士後期課程、英文学専攻博士後期課程、表現文化専攻修士課程を増設。家政学研究科の被服学専攻を生活造形学専攻に改組。大学院こころの相談室を開設。
- 2004年（平成16年）: 大学院に現代社会研究科公共圏創生専攻修士課程を設置。大学院家政学研究科に生活環境学専攻博士後期課程を増設。文学部教育学科・家政学部児童学科を改組し、発達教育学部（教育学科（教育学専攻・心理学専攻・音楽教育学専攻）・児童学科）を設置。家政学部に生活福祉学科を増設。
- 2006年（平成18年）: 大学院に発達教育学研究科（教育学専攻（博士前期・後期課程）・心理学専攻（博士前期課程）・表現文化専攻（修士課程）・児童学専攻（修士課程））を設置。大学院家政学研究科に生活福祉学専攻（博士前期課程）を増設。大学院現代社会研究科に公共圏創成専攻博士後期課程を増設。
- 2008年（平成20年）: 京都女子大学栄養クリニックを開設。京都教育大学を主幹大学、本学を含む8大学が聯合大学として参加し、京都教育大学大学院連合教職実践研究科を設置。
- 2009年（平成21年）: 大学院家政学研究科の食物学専攻博士前期課程を食物栄養学専攻博士前期課程に名称変更。
- 2010年（平成22年）: 学園創立100周年。
- 2011年（平成23年）: 日本の女子大学で初となる法学部（法学科）を設置。
- 2015年（平成27年）: 大学院に法学研究科法学専攻修士課程を設置。
- 2020年（令和2年）: 京町家「杉本家住宅」[注釈 1]（下京区）米蔵を改装したサテライトキャンパス開所[1]。
- 2023年（令和5年）: データサイエンス学部を開設。
- 2024年（令和6年）: 発達教育学部を教育学部の1学科に改組。心理共生学部を開設、発達教育学部の心理学科と教育学科の養護・福祉教育学専攻を統合し心理共生学科を設置。文学部の英文学科を英語文化コミュニケーション学科に名称変更。
- 2025年（令和7年）7月1日: 「女子大学宣言」を公表、共学化しない方針を堅持[2][3]。

## 基礎データ

### 象徴

#### 校歌
野田仁一作詞、山田耕筰作曲

#### 校章
大正10年4月1日制定。京都高等女学校（京都女子高校の前身）および京都女子高等専門学校の教諭であった南留太郎が考案。

#### マスコットキャラクター
- ふじのちゃん

コンセプトは京女生のイメージは“伝統と現代、両方の長所を兼ね備えている人”である。伝統ある和服姿の美と、華やかな行動的な現代女性をあわせて、京女のシンボルである藤の蝶を髪飾りに付けている。

## 教育および研究

### 組織

#### 学部
- 文学部
  - 国文学科
  - 英語文化コミュニケーション学科
  - 史学科
- 発達教育学部
  - 教育学科（2024年4月1学科と2専攻を統合）
    - 教育学専攻（2024年4月専攻での募集停止）
    - 音楽教育学専攻（2024年4月専攻での募集停止）
    - 養護・福祉教育学専攻（2024年4月専攻での募集停止。改組し、心理共生学科へ）

  - 児童学科（2024年4月学生募集停止。教育学科へ統合）
  - 心理学科（2024年4月学生募集停止。改組し、心理共生学科へ）
- 心理共生学部（2024年4月開設）
  - 心理共生学科
- 家政学部
  - 食物栄養学科
  - 生活造形学科
- 現代社会学部
  - 現代社会学科
    - 国際社会専攻
    - 現代社会専攻
    - 情報システム専攻
- 法学部
  - 法学科
- データサイエンス学部
  - データサイエンス学科

#### 研究科
- 文学研究科
  - 国文学専攻
  - 英文学専攻
  - 史学専攻
- 発達教育学研究科
  - 教育学専攻
  - 心理学専攻
  - 表現文化専攻
  - 児童学専攻
- 家政学研究科
  - 食物学専攻
  - 生活造形学専攻
  - 生活福祉学専攻
  - 生活環境学専攻（博士後期課程のみ）
- 現代社会研究科
  - 公共圏創成専攻
- 法学研究科
  - 法学専攻

## 賞の創設
- 「河野裕子短歌賞」の創設-選者 朝日歌壇選者永田和宏、歌人俵万智、作詞家阿木燿子、産経新聞共同。

## 対外関係

### 他大学との協定等
国内・学術交流等協定校
- 放送大学[4]
- 大学コンソーシアム京都[5]

国際・学術交流等協定校
- チャタム大学（米国ペンシルベニア州・ピッツバーグ市）
- ホバート・アンド・ウィリアム・スミス・カレッジ（米国ニューヨーク州）
- ハワイ大学マノア校 （米国ハワイ州ホノルル）
- クラーク・カレッジ （米国ワシントン州バンクーバー）
- アルバータ大学（カナダ・アルバータ州エドモントン市）
- ビクトリア大学生涯教育部門英語センター （カナダ・ブリティッシュ・コロンビア州ビクトリア）
- ブロック大学（カナダ・オンタリオ州セントキャサリンズ）
- クィーン・マーガレット大学（英国エディンバラ）
- オックスフォード大学（英国オックスフォード)
- ロンドン大学ロイヤル・ホロウェー校（英国サリー州）
- サセックス大学（英国イースト・サセックス州）
- リンカーン大学 (英国リンカン）
- チチェスター大学（英国ウェスト・サセックス州）
- ウィーン大学（オーストリア・ウィーン）
- 西カトリック大学（フランス・アンジェ)
- 西オーストラリア大学（オーストラリア・西オーストラリア州）
- 北京語言大学（中国・北京市）
- 中国人民大学（中国・北京市）
- 太原科技大学（中国語版）（中国・太原市）
- マカオ大学（中国・マカオ）
- 桂林理工大学（中国語版）（中国・広西チワン族自治区）
- 四川師範大学（中国語版）（中国・成都市）
- 山西大同大学（中国・大同市）
- 梨花女子大学校（韓国・ソウル特別市）
- 誠信女子大学校（韓国・ソウル特別市）
- 亜洲大学校（韓国・水原市）
- 静宜大学（台湾・台中市）
- 淡江大学（台湾・新北市）

## 系列・附属学校
- 京都幼稚園
- 京都女子大学附属小学校
- 京都女子中学校・高等学校

## 周辺にある施設
- 京都国立博物館
- 清水寺
- 三十三間堂
- 豊国神社
- 智積院
- 妙法院
- 方広寺
- 河井寛次郎記念館
- 新日吉神宮
- プリンセスライン車庫
- 小松谷正林寺